# Championnats de Belgique d'athlétisme 1956
 (juillet 2012).
Si vous disposez d'ouvrages ou d'articles de référence ou si vous connaissez des sites web de qualité traitant du thème abordé ici, merci de compléter l'article en donnant les références utiles à sa vérifiabilité et en les liant à la section « Notes et références ».
En 1956, les championnats de Belgique d'athlétisme toutes catégories hommes et femmes se sont tenus les 4 et 5 août au stade du Heysel à Bruxelles.

## Résultats
| Homme              | Prestation    | Catégorie         | Femme                | Prestation   |
| ------------------ | ------------- | ----------------- | -------------------- | ------------ |
| Elie Van Thournout | 11 s 1        | 100 m             | Suzanne Krol         | 13 s 0       |
| Elie Van Thournout | 22 s 0        | 200 m             | Suzanne Krol         | 26 s 7       |
| Roger Moens        | 48 s 4        | 400 m             |                      |              |
| Roger Moens        | 1 min 47 s 3  | 800 m             | Maria Kessels        | 2 min 30 s 7 |
| Alfred Langenus    | 3 min 50 s 2  | 1 500 m           |                      |              |
| Frans Herman       | 14 min 30 s 4 | 5 000 m           | -                    | -            |
| Frans Herman       | 30 min 33 s 8 | 10.000 m          | -                    | -            |
| -                  | -             | 80 m haies        | Hilde De Cort        | 12 s 2       |
| Walter Prinsen     | 15 s 2        | 110 m haies       | -                    | -            |
| Marcel Dits        | 25 s 0        | 200 m haies       | -                    | -            |
| Marcel Lambrechts  | 53 s 7        | 400 m haies       | -                    | -            |
| Hedwig Leenaert    | 9 min 19 s 4  | 3 000 m steeple   | -                    | -            |
| René Jungers       | 1,85 m        | Saut en hauteur   | Marie-Louise Cauwels | 1,30 m       |
| Jacques Pirlot     | 4,10 m        | Saut à la perche  | -                    | -            |
| Aimé Becquet       | 6,79 m        | Saut en longueur  | Maria Gijsels        | 4,92 m       |
| Felix Uyttenbroeck | 14,02 m       | Triple saut       | -                    | -            |
| Willy Wuyts        | 14,68 m       | Lancer du poids   | Simone Saenen        | 11,95 m      |
| Christian Dewaey   | 44,48 m       | Lancer du disque  | Simone Saenen        | 40,01 m      |
| Victor Mengwele    | 65,38 m       | Lancer du javelot | Olga De Ceuster      | 34,83 m      |
| Henri Haest        | 51,85 m       | Lancer du marteau | -                    | -            |

Source du tableau : LBFA 